# Claustropyga mirifica
Claustropyga mirifica är en tvåvingeart som beskrevs av Pekka Vilkamaa och Heikki Hippa 2007. Claustropyga mirifica ingår i släktet Claustropyga och familjen sorgmyggor.
Artens utbredningsområde är Québec. Inga underarter finns listade i Catalogue of Life.